# Acorduloceridea ruficeps
Acorduloceridea ruficeps – gatunek błonkówki z rodziny Pergidae.

## Taksonomia
Gatunek ten został opisany w 1949 roku jako Rioana ruficeps przez René Malaise. Holotyp (samiec) został odłowiony na górze Corcovado w Rio de Janeiro w Brazylii. W 1990 roku został on włączony do rodzaju Acorduloceridea przez Davida Smitha. 

## Zasięg występowania
Ameryka Południowa. Notowany w płd. Brazylii (stany Minas Gerais, Parana, Rio de Janeiro, Santa Catarina i São Paulo), Chile, oraz być może w Peru.